# Fergie's Fledglings

Ryan Giggs, o primeiro da segunda fase do Fergie's Fledglings

Os Fergie's Fledglings foram um grupo de jogadores de futebol recrutados pelo Manchester United sob a direção de Sir Alex Ferguson (frequentemente apelidado de "Fergie") e treinados pelos treinadores adjuntos Brian Kidd e Eric Harrison, antes de progredirem para a equipe principal durante a década de 1990. A geração mais bem-sucedida dos "Fledglings" na década de 1990 também ficou conhecida como a Class of '92.
A aliteração no termo é uma clara homenagem aos Busby Babes, a famosa equipe jovem do Manchester United montada pelo antigo treinador do clube, Sir Matt Busby, e pelo seu assistente técnico Jimmy Murphy durante a década de 1950.

## Os "Fledglings" do final da década de 1980
A expressão "Fergie's Fledglings" foi cunhada pela primeira vez pelos meios de comunicação social na temporada 1988–89 para descrever um grupo de jovens futebolistas que foram introduzidos na equipe principal do Manchester United pelo treinador Alex Ferguson. O grupo incluía jogadores da equipe que chegou à final da FA Youth Cup de 1986, como Lee Martin, Tony Gill e David Wilson, e outros jogadores da equipa de juniores, como Russell Beardsmore, Mark Robins e Deiniol Graham, bem como jovens jogadores comprados a outros clubes, como Lee Sharpe (Torquay United) e Giuliano Maiorana (Histon).
A temporada 1988–89 foi a terceira de Ferguson à frente do clube de Old Trafford. O seu antecessor, Ron Atkinson, tinha conduzido o United a duas vitórias na FA Cup e a cinco top fours na liga, mas tinham passado mais de 20 anos desde a última conquista de um título do clube, apesar das tentativas de diferentes treinadores para o conseguir, que tinham visto numerosas movimentações no mercado de transferências, bem como a inclusão de jovens jogadores que tinham passado pelas equipes de juniores e de reserva.
Os "Fledglings" tiveram algum sucesso inicial; apenas na sua segunda partida como titular, Beardsmore inspirou a equipe numa vitória por 3-1 sobre o rival Liverpool, marcando um gol e dando o passe para os outros dois, e uma crise de lesões levou Gill, Graham e Wilson a serem convocados para a equipe principal para um jogo da terceira rodada da FA Cup contra o Queens Park Rangers, no qual tanto Gill como Graham marcaram; No entanto, as lesões graves e a incapacidade de dar continuidade à boa forma inicial fizeram com que a maioria destes jogadores não estivesse à altura do seu sucesso inicial e a expressão "Fergie's Fledglings" foi largamente abandonada em 1991. Beardsmore e Robins disputaram mais de 50 partidas cada um pelo Manchester United, mas não conseguiram se firmar no mais alto nível e ambos os jogadores já haviam se mudado aos 20 anos. No entanto, Robins marcou o gol da vitória contra o Nottingham Forest na terceira rodada da FA Cup de 1989–90 e marcou mais dois gols na competição nessa época, incluindo o gol da vitória no jogo das semifinais contra o Oldham Athletic. Acredita-se que o gol contra o Nottingham Forest tenha salvado o emprego de Ferguson no United, uma vez que o clube estava em dificuldades no campeonato nessa altura e Ferguson tinha entrado no seu quarto ano como treinador do clube, sem ter ainda conquistado um troféu importante.
Do grupo inicial de "Fledglings", apenas Martin e Sharpe fizeram mais de 100 jogos pelo Manchester United, tendo eles e Robins contribuído de forma importante para dois dos primeiros troféus de Ferguson - a FA Cup em 1990 e a Recopa Europeia em 1991. Martin marcou o gol da vitória no jogo da final da FA Cup de 1990 contra o Crystal Palace. No entanto, Sharpe era o único deste grupo de jogadores que permanecia no clube no final da temporada 1993–94 e, quando foi vendido ao Leeds United em agosto de 1996, tinha jogado em três equipes que conquistaram títulos, duas equipes que venceram a FA Cup, uma Recopa Europeia, uma Copa da Liga e três FA Community Shields, tendo sido eleito PFA Young Player of the Year em 1991. Também foi convocado oito vezes para a Seleção da Inglaterra, mas a segunda metade da sua carreira foi bastante decepcionante e disputou o seu último jogo como profissional em 2002, aos 31 anos.
Mark Robins foi o único membro do grupo original do Fergie's Fledglings a obter grande sucesso em outros clubes. Depois de ter sido vendido ao Norwich City em 1992, marcou 15 gols e terminou em terceiro lugar na nova Premier League, além de ter sido promovido e ter vencido a Copa da Liga com o Leicester City, o seu próximo clube. Robins terminou a sua carreira de jogador até ao século XXI nos escalões inferiores e, após a reforma, passou diretamente para a gestão de clubes, tendo conquistado, nomeadamente, duas promoções e um troféu da Football League Trophy no Coventry City.

## Os "Fledglings" da década de 1990

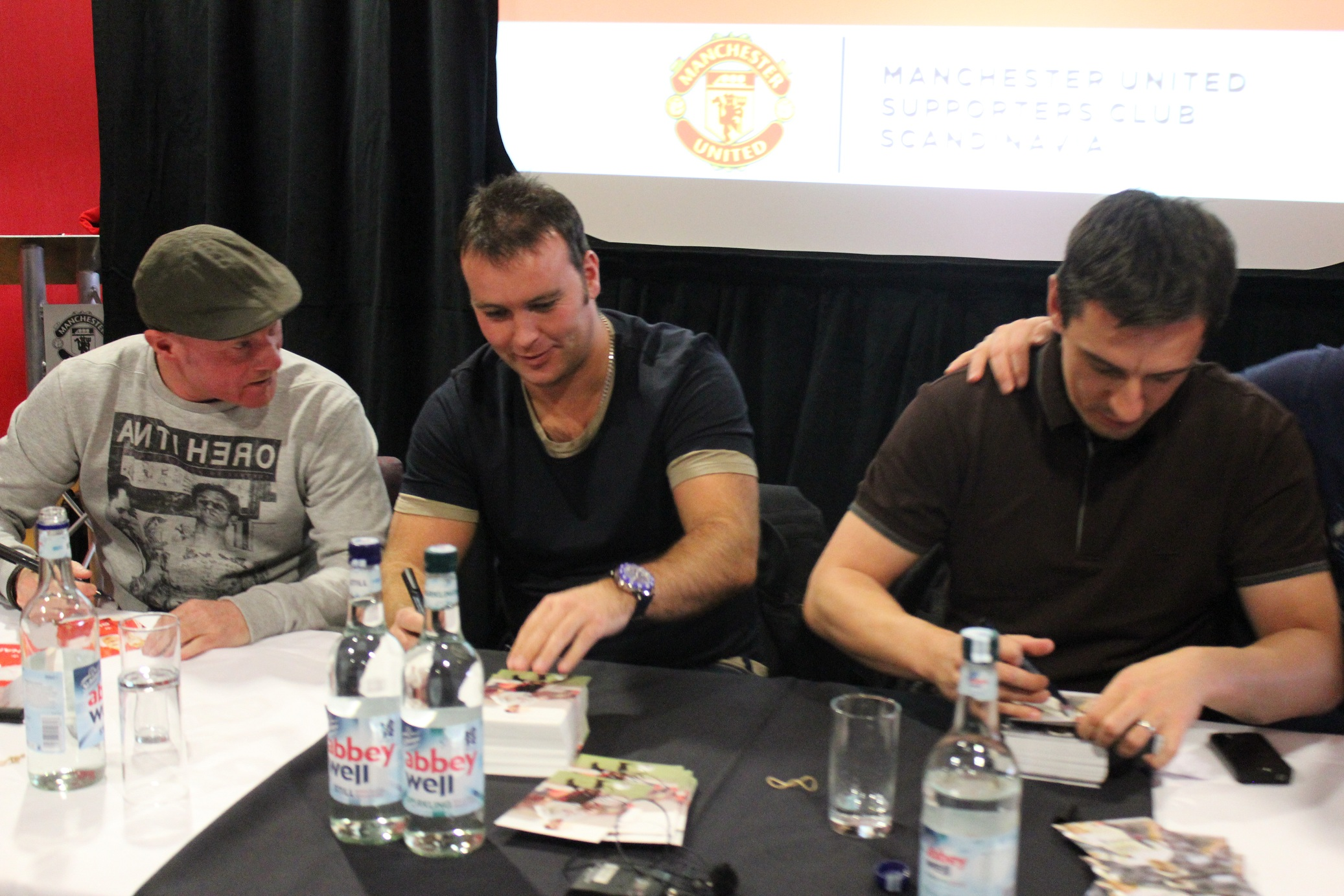
George Switzer, Ben Thornley e Gary Neville

Uma segunda vaga de jovens jogadores surgiu no Manchester United no início e em meados da década de 1990. Este grupo revelou-se muito mais bem sucedido do que a geração de jogadores do final da década de 1980 em termos do sucesso que alcançou a curto e a longo prazo. Cada um deles foi desenvolvido pelo Manchester United desde uma idade muito precoce, alguns assinando contratos de estudante com o clube com apenas 14 anos. Muitos destes jogadores fizeram parte da equipe do Manchester United que ganhou a FA Youth Cup de 1992, incluindo os futuros titulares do United David Beckham, Nicky Butt, Ryan Giggs e Gary Neville. Também são geralmente considerados neste grupo jogadores como Paul Scholes, finalista da FA Youth Cup em 1993, e Phil Neville - o irmão mais novo de Gary - que foi suplente na final da FA Youth Cup de 1993 e capitaneou a equipe na FA Youth Cup de 1995. Desde então, os seis jogadores têm sido coletivamente referidos como a "Class of '92", um termo popularizado pelo documentário homônimo de 2013 que se centra nas suas carreiras no clube.
A expressão "Fergie's Fledglings" voltou a ser utilizada durante a temporada 1995–96, depois de Ferguson ter utilizado largamente este segundo grupo de jovens para substituir uma série de jogadores mais velhos e distintos que tinham deixado o clube. Após a derrota por 3-1 na primeira jornada frente ao Aston Villa, o comentador Alan Hansen comentou no programa Match of the Day: "Nunca se ganha nada com crianças".
O United tinha acabado de vender os seus principais jogadores, Paul Ince, Mark Hughes e Andrey Kanchelskis, no rescaldo da sua primeira temporada sem troféus da década de 90, e não tinha feito quaisquer contratações importantes nesse verão, apesar de clubes como o Arsenal, Chelsea, Everton, Liverpool e Newcastle United terem gasto milhões no mercado de transferências.
A jovem equipe, com uma média de idades de apenas 24 anos, conseguiu então derrubar a vantagem de 10 pontos do Newcastle United no Natal, conquistando o terceiro título do clube em quatro anos. Seguiu-se uma vitória por 1-0 sobre o Liverpool na final da FA Cup de 1996, que garantiu a dobradinha. Seguiu-se um período de grande sucesso, sendo o triunfo mais notável  o "Treble" em 1999. Muitos dos jogadores continuaram a ser uma parte fundamental dos sucessos da equipe durante uma década ou mais.
Muitos dos jogadores da chamada "Class of '92" se tornaram titulares do clube e da seleção durante esse período. David Beckham, Nicky Butt e Phil Neville saíram do clube em 2003 (para o Real Madrid), 2004 (para o Newcastle United) e 2005 (para o Everton), respetivamente. Beckham também foi capitão da seleção inglesa de 2000 a 2006. Mais tarde, Butt regressou ao United como membro da equipe técnica.
Gary Neville permaneceu no United até ao fim da sua carreira e ocupou o cargo de capitão de equipa após a saída de Roy Keane em 2005, antes das lesões reduzirem consideravelmente as suas presenças, levando-o a aposentadoria em fevereiro de 2011. Após o anúncio, Sir Alex Ferguson descreveu Neville como "o melhor lateral-direito inglês da sua geração". Entre os defesas, só Bill Foulkes fez mais jogos pelo clube do que Neville. Neville recebeu um jogo de homenagem em 2011, no qual também participaram outros cinco "Fergie's Fledglings": Beckham, Giggs, Scholes, Butt e Phil Neville.
Ryan Giggs e Paul Scholes jogaram toda a sua carreira na Premier League pelo Manchester United. Scholes anunciou a sua aposentadoria no final da temporada 2010–11, permanecendo no clube como treinador de jovens, mas voltou a jogar em janeiro de 2012, depois de vários meio-campos do United terem sido prejudicados por lesões, antes de se aposentar novamente no final da temporada 2012–13. Giggs ganhou mais troféus do que qualquer outro jogador na história do futebol. Ao entrar como suplente na final da Liga dos Campeões da UEFA de 2008, tornou-se o recordista de presenças de sempre do clube, ultrapassando Sir Bobby Charlton, o mais antigo dos Busby Babes. Depois de ter exercido brevemente as funções de treinador no final da temporada 2013–14, Giggs passou a ocupar o cargo de treinador auxiliar do clube, mas deixou o clube no verão de 2016.
Beckham, Scholes, Butt e Gary Neville voltaram a jogar pelo Manchester United num amistoso no final da temporada 2018–19, para assinalar o 20º aniversário da campanha do triplo em 1999. Beckham e Butt marcaram os gols da vitória do Manchester United por 5-0 em Old Trafford, em 26 de maio de 2019.

## Lista do "Fergie's Fledglings"
Anos 1980
- Russell Beardsmore
- Tony Gill
- Deiniol Graham
- Giuliano Maiorana
- Lee Martin
- Mark Robins
- Lee Sharpe
- Alan Tonge
- Gary Walsh
- David Wilson

Anos 1990
- Michael Appleton
- David Beckham
- Grant Brebner
- Wes Brown
- Nicky Butt
- Chris Casper
- Luke Chadwick
- Michael Clegg
- Terry Cooke
- John Curtis
- Nick Culkin
- Simon Davies
- Adrian Doherty
- Darren Ferguson
- Ryan Giggs
- Keith Gillespie
- David Healy
- Danny Higginbotham
- Pat McGibbon
- Colin McKee
- Phillip Mulryne
- Gary Neville
- Phil Neville
- Alex Notman
- John O'Kane
- Kevin Pilkington
- Robbie Savage
- Paul Scholes
- Michael Stewart
- Ben Thornley
- Michael Twiss
- Ronnie Wallwork
- Danny Webber
- Mark Wilson

Anos 2000
- Phil Bardsley
- Tom Cleverley
- Jimmy Davis
- Chris Eagles
- Adam Eckersley
- Richard Eckersley
- Jonny Evans
- Darren Fletcher
- Ezekiel Fryers
- Darron Gibson
- Kieran Lee
- Ravel Morrison
- John O'Shea
- Paul Rachubka
- Danny Welbeck
- Richie Wellens